# Robinhood
Robinhood Markets, Inc. ist ein im Jahr 2013 gegründetes US-amerikanisches Finanzdienstleistungsunternehmen mit Hauptsitz in Menlo Park, Kalifornien. Es bietet eine mobile App und eine Website an, die Menschen die Möglichkeit bieten, über Robinhood Financial in Aktien, ETFs und Optionen zu investieren und Krypto-Handel über Robinhood Crypto zu betreiben. Robinhood betreibt eine Website und mobile Apps für iPhone, Apple Watch und Android. Das Unternehmen hat keine Ladengeschäfte und operiert vollständig online und ist für den Nutzer zwar kostenlos, aber seine Daten werden verkauft. Robinhood ist ein von der FINRA regulierter Broker, der bei der Börsenaufsicht U.S. Securities and Exchange Commission (SEC) registriert und Mitglied der Securities Investor Protection Corporation ist. Die Haupteinnahmequelle des Unternehmens besteht aus den Zinseinnahmen aus den Guthaben der Nutzer, aus Informationsverkauf über Aufträge der Nutzer an Hochfrequenz-Trader und aus Margin Lending. Das Unternehmen hatte Anfang 2025 knapp 25 Millionen Nutzer und verwaltete ca. 140 Milliarden US-Dollar.

## Geschichte
Robinhood wurde am 18. April 2013 von Vladimir Tenev und Baiju Bhatt gegründet. Zur Marke Robinhood gehört der Held Robin Hood, ein Bogenschütze mit grünem Hut, der den Reichen nimmt und den Armen gibt. Robinhoods Marke wurde auf dem Versprechen aufgebaut, dass es auf einer Mission sei, „Finanzen für alle zu demokratisieren“.
Im Mai 2020 wurde bekannt gegeben, dass Robinhood unter Führung von Sequoia Capital eine Risikofinanzierung in Höhe von 280 Millionen Dollar mit einer Vorabbewertung von 8,3 Milliarden Dollar aufgebracht habe, und drei Monate später gab das Unternehmen am 17. August eine Serie-G-Finanzierungsrunde über 200 Millionen Dollar durch D1 Capital Partners bekannt.
Die Aktien des Unternehmens wurden am 29. Juli 2021 durch einen Börsengang an der Nasdaq an der Börse gelistet.

## Kontroversen
Die Nutzer sind nicht die Kunden des Unternehmens. Robinhood verkauft die Daten der Nutzer an sogenannte Marktmacher wie Citadel, der Robinhoods größter Kunde ist. Citadel soll für bis zu 40 % der Umsätze von Robinhood verantwortlich sein. Zum Geschäftsmodell gehört, dass Robinhood die Nutzerorder an Handelsplätze und andere Broker weiterreichen und dafür eine Provision, bis zu drei Euro pro Trade bekommen („Payment for order flow“). Eine Praxis, die von einigen Regulierungsbehörden, Branchenbeobachtern und Politikern als potenzieller Interessenkonflikt angesehen wird (Verkauf von Insiderinformationen und Frontrunning).
Im März 2020 während des Börsencrashs war Robinhood mehrfach nicht erreichbar, sodass viele Nutzer empfindliche Verluste nicht verhindern konnten, weil sie keine Trades ausführen konnten. Daraufhin folgte eine Sammelklage.
Im Juni 2020 beging der 20-jährige Alex K. Suizid, weil er von Robinhood ein Minus von 750.000 US-Dollar angezeigt bekommen hatte. Tatsächlich hatte Robinhood den Trade lediglich noch nicht vollständig ausgeführt, weshalb ein falscher Fehlbetrag entstand.
Ende 2020 wurde bekannt, dass die Wertpapieraufsichtsbehörde im Massachusetts Robinhood verklagen wird, da sie zu wenig über die Probleme der App und Risiken des Börsenhandels aufklärt.
Im Dezember 2020 zahlte Robinhood 65 Millionen Dollar, um eine Anklage der SEC im Zusammenhang mit seinen Orderflow-Vereinbarungen beizulegen. Die Bundesbehörde stellte fest, dass Robinhood seine Nutzer in die Irre geführt hatte, indem es die Zahlungen, die es von Investmentfirmen erhielt, nicht offenlegte und es versäumte, Investmentpartner zu finden, die die wettbewerbsfähigsten Preise für die Ausführung von Geschäften anboten.
Robinhood geriet im Januar 2021 in die Kritik und in den Verdacht, Kleinanleger gegenüber Wall-Street-Großinvestoren zu benachteiligen.
Für eine Reihe von Verfehlungen wurde Robinhood im Juli 2021 von der FINRA mit einer Geldstrafe in Höhe von 70 Millionen Dollar belegt.
Im November 2021 wurde Robinhood Opfer eines Cyber-Angriffs. Es seien nach Erkenntnissen von Robinhood E-Mail-Adressen von rund fünf Millionen Kunden und volle Namen von weiteren etwa zwei Millionen Kunden erbeutet worden.
Im August 2022 wurde die Kryptowährungsabteilung von Robinhood vom New York State Department of Financial Services mit einer Geldstrafe in Höhe von 30 Millionen Dollar belegt, weil sie gegen Geldwäsche- und Cybersicherheitsvorschriften verstoßen haben soll.

### Kaufstopp der GameStop-Aktie 2021
Nachdem sich Anfang 2021 Kleinanleger zum Kauf bestimmter Aktien verabredet hatten, gegen die Großinvestoren mit Leerverkäufen gewettet hatten, kam es zum Short Squeeze und Robinhood beschränkte zeitweise den Handel mit insgesamt 13 betroffenen Aktien, darunter AMC, Blackberry, Best Buy, Express, GameStop, Koss, Naked Brand Group und Nokia. Die Kleinanleger durften diese Aktien nur noch verkaufen, durften sie aber nicht mehr kaufen.
Als Grund für den radikalen Schritt gaben die Neobroker eine massive Preiserhöhung durch ihr Clearinghaus an, das die fälligen Einlagen von Robinhood innerhalb einer Woche um das Zehnfache angehoben habe. Nur durch das Zurückfahren des Handels mit stark nachgefragten Papieren konnten diese Einlagen begrenzt und die Handelsplattform nach einer Sofortinvestition ihrer Eigner und durch Kredite funktionsfähig gehalten werden. Jedoch gab es seitens der SEC keine Hinweise, dass sich die Börsenaufsicht generell gegen den Handel der betroffenen Aktien ausgesprochen hatte.
Andere Neobroker folgten Robinhoods Beispiel. Über die Teilblockierung der Robinhood-Konten hinaus verkaufte Robinhood Anteile der Nutzer ohne Erlaubnis – was für Aufruhr sorgte. Zu einem späteren Zeitpunkt konnten die Nutzer nur noch eine von Robinhood vorgegebene Anzahl an besagten Aktien ankaufen.
Als Reaktion auf Robinhoods Handhabung der Situation gaben Nutzer negative Bewertungen für die App auf Google Play ab. Google löschte am 26. Januar mindestens 100.000 dieser Bewertungen mit der Begründung, dass es auf der Plattform Regeln gegen „koordinierte oder anorganische“ Bewertungen gebe.

## Lobbyismus
Der Leiter der Rechtsabteilung von Robinhood, Dan Gallagher, war ein von den Republikanern ernannter SEC-Beauftragter, der dort 2011–2015 als Kommissar arbeitete und bekannt für seine anhaltende Kritik am Dodd–Frank Wall Street Reform and Consumer Protection Act, Gesetze, die zur Finanzmarktregulierung nach der Weltfinanzkrise von 2008 verabschiedet wurden. Beth Zorc, die im Ministerium für Wohnungsbau und Stadtentwicklung in der Trump-Administration gearbeitet hat, nachdem sie als leitende Beraterin für den Bankenausschuss des Senats und den Finanzdienstleistungsausschuss des Repräsentantenhauses tätig gewesen war, kam Ende 2020 Jahres zu Robinhood, um die Lobbyarbeit auf Bundesebene zu überwachen.
Im Jahr 2020 gab Citadel 520.000 US-Dollar für Lobbyarbeit aus und zählte einen ehemaligen Mitarbeiter des Finanzministeriums und einen ehemaligen Steuerberater auf dem Capitol Hill zu seinen Lobbyisten. Citadel zahlte der von Präsident Biden neu installierten Finanzministerin, Janet Yellen, 810.000 Dollar für zwei Vorträge und eine Webinarserie in den Jahren 2019 und 2020. Während einer Pressekonferenz am 27. Januar 2021 über diese Zahlungen gefragt und ob Yellen sich von der Beratung Bidens im Zusammenhang mit dem Short Squeeze über die Robinhood-App und die Panik der Hedgefonds nicht zurückziehen sollte, erklärte das Weiße Haus, es sei „normal“ für Experten wie Yellen, für Beratung bezahlt zu werden, während sie nicht aktiv in einer Regierung arbeiten.